# Parafroneta pilosa
Parafroneta pilosa är en spindelart som beskrevs av A. David Blest och Vink 2003. Parafroneta pilosa ingår i släktet Parafroneta och familjen täckvävarspindlar. Inga underarter finns listade i Catalogue of Life.